# Mumija (1999.)
Mumija (eng. The Mummy) je američki pustolovni film iz 1999. godine kojega je napisao i režirao Stephen Sommers, dok su se u glavnim ulogama pojavili Brendan Fraser i Rachel Weisz, te Arnold Vosloo u ulozi reanimirane mumije. Film se odlikuje i dijalozima na staroegipatskom jeziku, izgovoren uz pomoć profesionalnog egiptologa. Mumija je slobodna obrada istoimenog filma iz 1932. u kojem glavnu ulogu igra Boris Karloff. U početku zamišljen kao dio nisko-budžetne horor serije, film je na kraju pretvoren u blockbuster.
Snimanje je počelo u Marakešu u Maroku 4. svibnja 1998. i trajalo je 17 tjedana; ekipa se morala boriti s dehidracijom, pješčanim olujama i zmijama dok su snimali u Sahari. Vizualne efekte su radili u Industrial Light & Magic, koji su pomiješali film i računalnu animaciju radi stvaranja mumije. Jerry Goldsmith je skladao glazbu.
Mumija se u kinima počela prikazivati 7. svibnja 1999. i zaradila 43 milijuna dolara u 3.210 dvorana. Film je na kraju zaradio 415 milijuna dolara širom svijeta. Film je dočekan s izmiješanim kritikama, s kritičarima koji su hvalili i koji su se žalili na specijalne efekte, pomalo smiješnu priču i likove, te na šablonski lik zlikovca. Uspjeh na kino blagajnama je doveo do nastavka iz 2001., Povratak mumije, kao i animirane serije, te film Kralj Škorpiona. Još jedan nastavak je izašao 1. kolovoza 2008. Universal Studios je također otvorio vlak smrti, osveta mumije 2004. Novelizacije filma i njegovih nastavaka je napisao Max Allan Collins.

## Radnja
Film počinje u Egiptu oko 1290. pr. Kr. Veliki svećenik Imhotep ima aferu s Anck-su-namun, ljubavnicom faraona Seta I. Kad faraon to otkrije, Imhotep i Anck-su-namun ga ubiju. Poslije Anck-su-namun počini samoubojstvo s namjerom da je Imhotem ponovno oživi. Poslije pokopa Anck-su-namun, Imhotep provaljuje u njezinu grobnicu i ukrade njezin leš. On i njegovi svećenici bježe preko pustinje u Hamunaptru, grad mrtvih, gdje započinju obred ponovnog oživljavanja. Međutim prije nego što završe obred uhvate ih Setovi čuvari, i duša Anck-su-namun je poslana natrag u podzemlje.
Kao kaznu za njihovo svetogrđe, Imhotepovi svećenici su živi mumificirani, a Imhotep mora trpjeti kletvu Hom Dai: njegov jezik je izrezan i živ je zakopan uvijen kao mumija, zajedno s mnoštvom mesojednih skarabeja. Užas obreda je taj što daje vječni život, prisiljavajući ga da vječno podnosi patnju svojih rana. Zakopan je pod visokom zaštitom, zapečaćen u sarkofag ispod kipa egipatskog boga Anubisa i držan pod strogim nadzorom Međaja, potomaka čuvara Setove palače. Ako bi Imhotem ikad bio pušten, sile koje su ga učinile besmrtnim omogućile bi mu da oslobodi val uništenja i smrti po zemlji.
Tri tisuće godina kasnije u 1923. Amerikanac Rick O'Connell služi kao kapetan jedne postrojbe Francuske legije stranaca, koja putuje u Hamunaptru u potrazi za blagom koje se po glasinama nalazi tamo. Ostavljen na čelu kad ih zapovjednik napusti tijekom bitke, Rick se povlači u grad kad Arapi nadjačaju njegovu postrojbu. Okružen napadačima, O'Connell misli da će biti ubijen, ali iznenada napadači bježe. Zbunjani Rick najednom čuje bestjelesni glas i čini se da ga pijesak napada, koji se oblikuje u lice dok on bježi. Ostavljen je da luta pustinjom; iako to on ne zna, bitci je svjedočila grupa Međaja.
Tri godine kasnije, knjižničarka i egiptologinja iz Kaira, Evelyn "Evie" Carnahan dobije zamršenu kutiju i zemljovid od svog brata Johnatana, koji kaže da ju je našao u Tebi. Nakon što proučavaju kartu otkriju da vodi u Hamunaptru, Johnatan otkrije da ju je zapravo ukrao od Ricka koji je trenutno u zatvoru. Nakon što mu se obrate, Rick se dogovori s Evelyn da će otkriti položaj Hamunaptre, u zamijenu da se Evelyn dogovori s upraviteljem zatvora da Ricka ne objese. Rick održi svoj dio pogodbe i odvede ekspediciju do Hamunaptre, gdje se Rickova družina susreće s bandom lovaca na blago na čelu sa slavnim Dr. Allenom Chamberlainom i vođenih Benijem Gaborom, kukavičkim bivšim vojnikom legije koji je služio s Rickom i također zna položaj izgubljenog grada, za kojega Rick gaji silnu mržnju, jer ga je Beni ostavio umrijeti tijekom bitke ranije u filmu.
Kratko nakon što stignu do Hamunaptre, obje skupine napadnu Međaji koje vodi Aredeth Bey, koji ih upozorava na zlo zakopano u gradu. Umjesto da obrate pažnju na Beyovo upozorenje, obje ekspedicije nastavljaju iskopavati u različitim dijelovima grada. Evelyn traži knjigu Amon-Ra, zlatnu knjigu sposobnu uzeti život, ali neočekivano umjesto toga naleti na Imhotepove ostatke; na njezin šok, Imhotepov leš je kostur koji se još raspada umjesto očuvane mumije. Skupina Amerikanaca, u međuvremenu, otkrije škrinju koja sadrži crnu Knjigu Mrtvih, popraćenu ćupovima koji sadrži sačuvane organe Anck-su-namun; Svaki Amerikanac uzme jedan ćup kao plijen.
Po noći, Evelyn uzima knjigu mrtvih iz šatora Amerikanaca i pročita stranicu naglas, slučajno probudivši Imhotepa. Iako se obe skupine vrate u Kairo, mumija lovi Amerikance koji su otvorili škrinju, polako se obnavljajući sa svakom žrtvom koju ubije. Beni preživi susret s Imhotepom prisežući mu vjernost i pomaže mu ući u trag Amerikancima i ćupovima u Kairu. Evelyn postavlja hipotezu da ako je Knjiga mrtvih vratila Imhotepa u život, Knjiga Amon-Ra može opet ubiti visokog svećenika; kratko nakon toga, Evelyn je zarobio Imhotep koji je namjerava žrtvovati radi oživljavanja Anck-su-namuna te i tako se oni vraćaju u Hamunaptru. Rick i Johnatan spašavaju Evelyn nakon žestoke borbe s Imhotepovim mumijama. Evelyn čita iz knjige Amon-Ra, koja oduzima Imhotepovu besmrtnost, i Rick ga smrtno rani. Brzo se raspadajući, Imhotep napušta svijet živih, ali ne prije nego što se zavjetuje na osvetu.
Dok odlaze, Beni slučajno aktivira drevnu zamku, te je zarobljen s mnoštvom skarabeja mesojeda dok se Hamunaptra urušava, koji ga proždiru u tami (Benijeva sudbina je ironična, jer umire u dvorani s blagom, gdje je novac za kojim on žudi cijeli film). Junaci pobjegnu i odjašu prema zalasku sunca na paru deva, nesvjesni da su vreće na sedlima pune blaga koje je Beni oplijenio ranije.

## Glumci
- Brendan Fraser kao Rick O'Connell: Avanturist koji je služio u Francuskoj legiji stranaca. Producent James Jacks je ponudio ulogu Ricka O'Connella Tomu Cruisu, Bradu Pittu, Mattu Damonu i Benu Afflecku ali glumci nisu bili zainteresirani ili nisu mogli popuniti ulogu zbog svojih rasporeda.[1] Jacks i režiser Stephen Sommers bili su zadivljeni novcem koji je George iz džungle zarađivao na kino blagajnama te su uzeli Brendana Frasera za tu ulogu;[1] Sommers je također rekao da je Fraser odgovarao za ulogu lika sličnog Errolu Flynnu kojeg je savršeno isplanirao.[2] Glumac je shvatio da njegov lik "ne uzima sebe preozbiljno, inače publika ne može ići na to putovanje s njim"[3]

- Rachel Weisz kao Evelyn Carnahan: nespretna, ali inteligentna egiptologinja. Evelyn poduzima ekspediciju u Hamunaptru da otkrije drevne knjige, dokazivajući se svojim vršnjacima. Rachel Weisz nije bila veliki ljubtelj horor filmova, ali nije vidjela ovaj film kao takav. Kako je rekla u za jedan intervju, "to je hokum, svijet stripova."[4]

- John Hannah kao Johnatan Carnahan: Evelynin stariji brat, čiji je glavni cilj da se obogati; on se uključi na put u Hamunaptru nakon što mu Evelyn kaže da je to grad u kojemu su drevni faraoni navodno skrili "bogatstvo Egipta". Johnatan je također lopov; on ukrade ključ koji je potreban da se otvori knjiga Amon-Ra od Ricka u zatvoru, i uspijeva ukrasti isti ključ od Imhotepa tijekom vrhunca bitke u filmu.

- Arnold Vosloo kao visoki svećenik Imhotep: jedan od najpovjerljivijih savjetnika faraona Seta I., koji je izdao svog gospodara zbog ljubavi prema Anck-su-namun. On je uklet i polako ubijen zbog izdaje, no ponovno oživi nakon 3000 godina da nastavi svoje planove. Južnoafrički glumac Arnold Vosloo je shvatio Sommersov pristup prema scenariju, ali je pristao na ulogu Imhotepa "ako je može uraditi potpuno bez okolišanja. S Imhotepova kuta gledanja ovo je iskrivljena verzija Romea i Julije."[1]

- Kevin J. O'Connor kao Beni Gabor: kao i Rick, bivši vojnik Francuske legije stranaca. Beni je opsjednut blagom, ali je također jako plašljiv; on izdaje poslodavce kad se suoči s Imhotepovim gnjevom, koji ga uzima kao slugu kad se pomoli Bogu na hebrejskom, jeziku onih koji su bili robovi u vrijeme Imhotepa.

- Oded Fehr kao Ardeth Bay: član međaja, drevnog reda posvećenog čuvanju Imhotepovog groba. Kad se mumija probudi, on i njegovi ratnici prisegnu da će uništiti čudovište.

- Jonathan Hyde kao Dr. Allen Chamberlain: egiptolog koji vodi suparničku ekspediciju u Hamunaptru, kojoj je vodič Beni. Dok Chamberlain pokušava otvoriti knjigu mrtvih, on zna da je ne smije čitati, i okreće se Međaju kad se Imhotep vrati u život. Kako je otvorio škrinju koja je sadržavala knjigu mrtvih, on je uklet i naposljetku ubijen.

- Eric Avari kao Dr. Terence Bey: Evelynin nadređeni koji radi u muzeju u Kairu. On namjerno pokušava spriječiti Evelyn i njezinog brata da saznaju položaj Hamunaptre, znajući koje je zlo skriveno u pustinji.

- Stephen Dunham, Corey Johnson i Tuc Watkins kao Henderson,Daniels i Burns: Amerikanci koji putuju u ekspediciji lovaca na blago. Nakon što otvore ukletu kutiju, ukradu neprocjenjive ćupove. Zbog njihove kletve Imhotep ih ubije, oporavljajući se sisanjem života iz svakog od njih.

- Patricia Velásquez kao Anck-su-namun: ljubavnica Seta I.; nijedan je muškarac ne smije dotaknuti. Kad faraon sazna za njezinu vezu s Imhotepom, Anck-su-namun počini samoubojstvo radije nego da je uhvate za Setovo ubojstvo.

## Produkcija

### Početci
1992. producent James Jacks odlučio je osvježiti originalni film Mumija za 1990te. Universal Studios mu je dao dopuštenje, ali samo ako zadrži budžet oko 10 milijuna dolara. Producent se prisjeća da je studio "u osnovi želio nisko-budžetnu horor franšizu; na odgovor, Jacks je zaposlio horor režisera/scenarista Cliva Barkera da režira. Barkerova vizija za film bila je nasilna, s pričom koja se vrti oko čelnika suvremenog muzeja umjetnosti koji je zapravo okultist koji pokušava oživiti mumije. Jacks se prisjeća da se Barker zauzimao za film "taman, seksualan i pun misticizma", i da, "bi bio odličan nisko-budžetni film". Nakon nekoliko sastanaka Barker i Universal su izgubili interes i razišli se. Režiser George A. Romero je doveden s vizijom horora u zombi stilu sličnom noći živih mrtvaca, ali ovo je smatrano previše jezivim od Jacksa i studija, koji su željeli dostupniji film.
Joe Dante je bio sljedeći izbor, povećavajući budžet za njegovu ideju Daniela Day-Lewisa kao mumije. Ova verzija (sunapisana od Johna Saylesa) stavljena je u današnjost usredotočen na reinkarnaciju s dijelovima ljubavne priče. Došlo je blizu da bude napravljeno s nekim dijelovima, kao skarabejima koji jedu meso, čineći završni proizvod. Ipak, tada je studio želio film s budžetom od 15 milijuna dolara pa su odbacili Danteovu verziju. Ubrzo zatim, Mick Garris je doveden da režira, ali je na kraju napustio projekt, pa je film ponuđen Wesu Cravenu no on je tu ponudu odbio. Tada, Stephen Sommers je nazvao Jacksa 1997. sa svojom vizijom mumije "kao neka vrsta Indiane Jonesa ili filma Jazon i argonauti s mumijom koja junaku otežava stvari". Sommers je pogledao originalnu mimiju kad je imao 8 godina, i želio je ponovno napraviti stvari koje je volio u originalu u većem opsegu. On je želio napraviti Mumiju od 1993., no drugi scenaristi i režiseri su uvijek bili priključeni. Konačno, Sommers je dobio svoju priliku u predstavio je ideju s obradom od 18 stranica. U to vrijeme, rukovodstvo Universala se promijenilo zbog neuspjeha filma Babe: svinja u gradu na kino blagajnama, i gubitak je doveo do toga da je studio želio želio ponovno pokrenuti uspješne franšize iz 1930ih. Universalu se ideja toliko svidjela da su prihvatili zamisao i povećali budžet s 15 na 80 milijuna dolara.

### Direktor fotografije
Snimanje je počelo u Marekešu, Maroko, 4. svibnja 1998. i trajalo je 17 tjedana. Snimanje je tada premješteno u Saharu izvan malog gradića Erfouda, a zatim u Ujedinjeno Kraljevstvo prije završetka snimanja 29. kolovoza 1998. Ekipa nije mogla snimati u Egiptu zbog nestabilnih političkih prilika. Da bi izbjegli dehidraciju na žestokoj vrućini Sahare, medicinski tim je napravio piće koje su glumci i filmska ekipa morali piti svaka 2 sata. Pješčane oluje su bile svakodnevne neprilike. Zmije, pauci i škorpioni su bili veliki problem, jer su članovi ekipe morali biti preveženi zrakom nakon što su ih ugrizli.
Brendan Fraser je zamalo umro tijekom scene gdje ga vješaju. Weisz se prisjeća, "on [Fraser] je prestao disati i morali su ga oživljavati." Produkcija je imala službenu potporu Marokanske vojske, a glumci su imali osiguranje u slučaju otmice, činjenica koju je Sommers otkrio glumcima nakon što je snimanje završilo.
Produkcijski dizajner Allan Cameron našao je neaktivan vulkan blizu Erfouda gdje se cijelo mjesto snimanja Hamunaptre moglo napraviti. Sommersu se sviđalo mjesto, jer je "grad skriven u krateru ugaslog vulkana imao smisao, vani usred pustinje nikad ga ne bi vidjeli. Ne biste razmišljali o ulasku u krater osim ako niste znali što je unutar vulkana." Napravljeno je mjerenje vulkana da bi se mogli izraditi točni modeli i mjere stupova u Shepperton Studiosu, gdje su se snimale sve scene podzemnih prolaza Hamunaptre. Mjesta snimanja su se gradila 16 tjedana, i uključivala su stupove od staklastog vlakna sa specijalnim efektima za posljednje scene filma. Još jedno veliko mjesto snimanja je napravljeno u Ujedinjenom Kraljevstvu na brodogradilištu Chathama koje je dupliciralo luku Gizu na rijeci Nilu. Ovaj set je bio dug 183 metra i uključivao je "parni vlak, motor traktora Ajax, 3 dizalice, otvorenu kočiju s 2 konja, 4 kola koje vuku konji, 5 dresiranih konja i konjušara, 9 magaraca i mazgi, kao i tgovačke šatore, prodavače obučene na Arapski način i sobu s dodatnih 300 kostima.

### Specijalni efekti
Navodno je 15 od 80 milijuna dolara budžeta ovog filma potrošeno na specijalne efekte, napravljenih u Industial Light & Magicu. Producenti su željeli novi izgled mumije da izbjegnu usporedbe s ranijim filmovima. John Andrew Berton, Jr., Industrial Light & Magicov nadglednik vizualnih efekata za mumiju, počeo je razvijati izgled 3 mjeseca prije početka snimanja. On je rekao da želi da mumija "bude zla, gruba i odvratna, nešto što publika nikad prije nije vidjela." Berton je koristio zaustavljanje pokreta da ostvari "prijeteću i vrlo realističnu mumiju." Ta vrsta snimanja je obavljana na glumcu Arnoldu Vosloou da bi ekipa za specijalne efekte mogla vidjeti točno kako se on kretao i replicirati kretnje.
U stvaranju mumije Berton je koristio spoj stvarne glume i kompjuterske grafike. Zatim je prilagodio dijelove digitalne prostetičke šminke na lice Voslooa tijekom snimanja.Berton je rekao, kad "vidite njegovu filmsku sliku to je on, kad okrene glavu i pola njegovog lica nedostaje i možete vidjeti do njegovih zubi, to je zapravo njegovo lice. I zato je to uraditi bilo jako teško." Vosloo je opisao snimanje kao "potpuno novo iskustvo" za njega; "Morali su staviti mala crvena prateća svjetla da bi mogli isplanirati specijalne efekte. Mnogo vremena sam hodao po mjestu snimanja izgledajući kao božićno drvce." Nadglednik efekta šminkanja Nick Dudman je stvorio fizičko biće na filmu, uključujući trodimenzionalnu šminku i prostetiku. On je također dizajnirao efekte sa životinjama. I dok je film mnogo koristio kompjuterske efekte, mnoge scene, uključujući i one gdje je lik Rachel Weisz pokriven štakorima i skakavcima, korištene su prave žive životinje.

## Glazba
Glazbu za mumiju je skladao Jerry Goldsmith, s dodatnom orkestracijom od Alexander Couragea. Glazbu je izdala Decca Records 4. svibnja 1999. Kao u mnogim Goldsmithovim skladbama, glavna tema koristi opsežnu limenu glazbu. Goldsmith također koristi umjerenu količinu vokala, što je vrlo neobično za većinu njegovih djela.
U cjelini, kritičari su Goldsmithovo djelo ocijenili dobro. Allmusic ga je opisao kao "veliko, melodramatično ostvarenje" koje je isporučilo očekivani vrhunac. Ostale kritike su pozitivno naglasile tamni, sudarajući zvuk dobro isprepleten s radnjom, kao i sirovom energijom glazbe. Ograničeno, ali majstorsko korištenje refrena je također hvaljeno, i većina je kritičara ocijenila posljednji zvučni zapis na CDu kao najbolji sveukupno. Neki su kritičari kritizirali skladbu zbog manjka povezanosti, i da je stalna žestoka akcija dovela skladbu do dosadnog ponavljanja. Roderick Scott iz CineMusic.com sabrao je glazbeno ostvarenje kao "predstavnik i Goldsmithovog nesumljivo najboljeg i njegovoga vrlo prosječnoga. Na sreću [...] njegov koristan rad na ovom izdanju pobjeđuje."

## Kritike
Mumija je izašla 4. svibnja 1999. i zaradila 43 milijuna dolara u 3,210 dvorana. Film je sveukupno zaradio 415 milijuna dolara (domaća zarada:155 milijuna; strana zarada: 260 milijuna)
Iako je njegova komercijalna zarada i popularnost među publikom bila dobra, kritike su bile izmješane. Mumija drži 54 posto "trulu" ocjenu na Rotten Tomatoes i 48 Metascore na Metacritic. Roger Ebert, filmski kritičar za Chicago Sun-Times, je napisao "Teško da bilo što mogu reći u njegovu korist, osim da sam se veselio svake minute. Ne mogu se prepirati za scenarij, režiju, glumu pa ni za mumiju, ali mogu reći da mi nije bilo dosadno i da sam ponekad bio zadovoljan bez razloga." Isto tako, Owen Gleiberman iz Entertainment Weeklyja dao je filmu ocjenu "B-" i rekao "Mumija bi vas željela naježiti, ali to pokušava bez odbacivanja svoje šaljive nedosljednosti." Bob Graham iz San Francisco Chroniclea dao je filmu visoku ocjenu za glumu kao i za specijalne efekte.
Stephen Holden iz The New York Timesa je napisao "ova verzija mumije ne pokušava biti ništa više od šarolike stripovske videoigre poprskane na ekran. Zamislite Otimače izgubljenog kovčega s crtanim likovima, nedoslijednom pričom i obilnim ali jeftinim specijalnim efektima. Zamislite Noć živih mrtvaca bez prave strave i ponovno prikazanog parada u Egipatskoj temi za noć vještica. Zamislite Abbott i Costello susreću mumiju presađenu na Bing Crosby-Bob Hope cestovni film (put u Hamunaptru?) napumpan do epsko velike žanrovske satire." Izdanja kao The Austin Chronicles i Dallas Observer došli su do zaključka da je filmu nedostajalo povezanosti; govoreći o specijalnim efektima, Observer je jadikovao "kada bi barem stvaranje duše za sami film bilo tako lako." Druga izdanja kao Jump Cat su mislili da je Industrial Light & Magicova zaključanost na specijalnim efektima pokazala škodljiva za mumiju. "Mumija", napisao je Ernest Larson za Jump Cat, "je standardo izdanje I.L. & M." Kim Newman iz Britanskog filmskog instituta je ocijenila film slabijim od izvornika, kako je većina vremena utrošena na specijalne efekte, umjesto na kreiranju atmosfere koja je izvornik učinila takvim klasikom. USA Today je dala filmu 2 od 4 zvjezdice i osjećala da "nije slobodan od stereotipa" osjećaj s kojim se BFI slagao. "Ako se netko žali na smrad, možete biti sigurni da će Arapska marioneta ući na scenu. Fraser, jednako brz s oružjem, šakom ili dosjetkama, može spasiti dan, ali čak ni on ne može spasiti film", napisano je u USA Today.
Mumija je zaradila nominaciju Oscara za najbolji zvuk i nominaciju za najbolje vizualne efekte na nagradi BAFTA-e, koje je osvojio The Matrix. Jerry Goldsmith je osvojio BMI filmsku nagradu za najbolju glazbu, i osvojili su nagradu za najbolju šminku na nagradi Saturn, od devet nominacija uključujući i onu za najbolji fantazijski film. Ostale nominacije su uklučivale za najbolju montažu zvuka na nagradi zlatni bubanj filmskih montažera zvuka, najbolji vizualni efekti na nagradi zlatni satelit, i za najbolju akcijsku scenu na MTV filmskim nagradama.

## Adaptacije
Mumijin uspjeh na kino blagajnama doveo je do mnogih nastavaka. 2001. nastavak Povratak Mumije je pušten u kina; film predstavlja većinu preživjelih glavnih likova, u njemu vjenčani Evelyn i Rick se sukobljavaju s Imhotepom i kraljem škorpiona. Film također predstavlja njihovog sina Alexa. Oba filma su bila inspiracija za animiranu seriju koja je trajala dvije sezone, te za film Kralj Škorpiona(2002), pričajući priču o Akadskom ratniku kao okrunjenom kralju.
Derugi nastavak nazvan Mumija: grobnica zmajskog cara je izdan 1. kolovoza 2008. Priča se odvija u Kini, Rachel Weisz je zamijenjena s glumicom Mariom Bello. Nastavak kralja škorpiona, Kralj škorpiona: uspon ratnika je izdan izravno na DVD.
Dvije adaptacije videoigara mumije objavili su Konami i Universal Interactive 2000. godine; pretuci ih sve način igre je izdan za PlayStation i računalo koji je razvio Rebellion Developments, kao i igru zagonetki za Game Boy koju je razvio Konami Nagoya. Film je također inspirirao i vlak smrti osveta mumije u dva tematska parka Unversal Studiosa, Hollywood i Orlando.